# Mistrzostwa Europy w Wioślarstwie 2008 – dwójka podwójna mężczyzn
Dwójka podwójna mężczyzn (M2x) – konkurencja rozgrywana podczas Mistrzostw Europy w Wioślarstwie 2008 w Atenach między 19 a 20 września.

## Harmonogram konkurencji
| Wydarzenie               | Runda         |
| ------------------------ | ------------- |
| Piątek, 19 września 2008 | Eliminacje    |
| Piątek, 19 września 2008 | Repasaże      |
| Sobota, 20 września 2008 | Półfinały A/B |
| Sobota, 20 września 2008 | Finał C       |
| Sobota, 20 września 2008 | Finał B       |
| Sobota, 20 września 2008 | Finał A       |

## Medaliści
| Złoto                                    | Srebro                                    | Brąz                                       |
| Francja · Julien Bahain · Julien Desprès | Estonia · Vladimir Latin · Kaspar Taimsoo | Ukraina · Artem Morozow · Witalij Krywenko |

## Wyniki

### Eliminacje
Reguła kwalifikacji: 1-3 → PA/B, 4.. → R

#### Eliminacje 1
| Miejsce | Zawodnik                               | Kraj     | Czas    | Uwagi |
| ------- | -------------------------------------- | -------- | ------- | ----- |
| 1       | Julien Bahain Julien Desprès           | Francja  | 6:19,75 | PA/B  |
| 2       | Vladimir Latin Kaspar Taimsoo          | Estonia  | 6:22,00 | PA/B  |
| 3       | Dzianis Mihal Stanisłau Szczarbaczenia | Białoruś | 6:22,94 | PA/B  |
| 4       | Nicusor Ghebosu Marius Luchian         | Rumunia  | 6:34,90 | R     |
| 5       | Gergely Orbán László Szekér            | Węgry    | 6:53,35 | R     |

#### Eliminacje 2
| Miejsce | Zawodnik                                | Kraj      | Czas    | Uwagi |
| ------- | --------------------------------------- | --------- | ------- | ----- |
| 1       | Michał Słoma Wiktor Chabel              | Polska    | 6:20,17 | PA/B  |
| 2       | Martin Sinković Valent Sinković         | Chorwacja | 6:26,65 | PA/B  |
| 3       | Artem Morozow Witalij Krywenko          | Ukraina   | 6:29,31 | PA/B  |
| 4       | Jan Špik Luka Špik                      | Słowenia  | 6:52,39 | R     |
| 5       | Tornike Sinataszwili Giorgi Motiaszwili | Gruzja    | 7:03,81 | R     |

#### Eliminacje 3
| Miejsce | Zawodnik                         | Kraj            | Czas    | Uwagi |
| ------- | -------------------------------- | --------------- | ------- | ----- |
| 1       | Jean Smerghetto Luca Ghezzi      | Włochy          | 6:21,31 | PA/B  |
| 2       | Karl Schulze Tim Grohmann        | Niemcy          | 6:24,78 | PA/B  |
| 3       | Charles Cousins William Lucas    | Wielka Brytania | 6:27,21 | PA/B  |
| 4       | Sterjos Papachristos Ilias Papas | Grecja          | 6:38,39 | R     |
| 5       | Gytis Ruzgys Mykolas Masilionis  | Litwa           | 6:42,26 | R     |

### Repasaże
Reguła kwalifikacji: 1-3 → PA/B, 4... → FC
| Miejsce | Zawodnik                                | Kraj     | Czas    | Uwagi |
| ------- | --------------------------------------- | -------- | ------- | ----- |
| 1       | Jan Špik Luka Špik                      | Słowenia | 6:35,56 | PA/B  |
| 2       | Gytis Ruzgys Mykolas Masilionis         | Litwa    | 6:37,39 | PA/B  |
| 3       | Sterjos Papachristos Ilias Papas        | Grecja   | 6:37,99 | PA/B  |
| 4       | Nicusor Ghebosu Marius Luchian          | Rumunia  | 6:41,22 | FC    |
| 5       | Gergely Orbán László Szekér             | Węgry    | 6:51,20 | FC    |
| 6       | Tornike Sinataszwili Giorgi Motiaszwili | Gruzja   | 7:06,39 | FC    |

### Półfinały A/B
Reguła kwalifikacji: 1-3 → FA, 4... → FB

#### Półfinały A/B 1
| Miejsce | Zawodnik                               | Kraj     | Czas    | Uwagi |
| ------- | -------------------------------------- | -------- | ------- | ----- |
| 1       | Julien Bahain Julien Desprès           | Francja  | 6:17,58 | FA    |
| 2       | Artem Morozow Witalij Krywenko         | Ukraina  | 6:17,78 | FA    |
| 3       | Michał Słoma Wiktor Chabel             | Polska   | 6:17,92 | FA    |
| 4       | Dzianis Mihal Stanisłau Szczarbaczenia | Białoruś | 6:19,41 | FB    |
| 5       | Sterjos Papachristos Ilias Papas       | Grecja   | 6:34,22 | FB    |
| 6       | Karl Schulze Tim Grohmann              | Niemcy   | 7:07,35 | FB    |

#### Półfinały A/B 2
| Miejsce | Zawodnik                        | Kraj            | Czas    | Uwagi |
| ------- | ------------------------------- | --------------- | ------- | ----- |
| 1       | Martin Sinković Valent Sinković | Chorwacja       | 6:19,49 | FA    |
| 2       | Jean Smerghetto Luca Ghezzi     | Włochy          | 6:19,90 | FA    |
| 3       | Vladimir Latin Kaspar Taimsoo   | Estonia         | 6:20,33 | FA    |
| 4       | Charles Cousins William Lucas   | Wielka Brytania | 6:21,07 | FB    |
| 5       | Jan Špik Luka Špik              | Słowenia        | 6:27,73 | FB    |
| 6       | Gytis Ruzgys Mykolas Masilionis | Litwa           | 6:55,05 | FB    |

### Finał C
| Miejsce | Zawodnik                                | Kraj    | Czas    | Uwagi |
| ------- | --------------------------------------- | ------- | ------- | ----- |
| 1       | Nicusor Ghebosu Marius Luchian          | Rumunia | 6:31,34 |       |
| 2       | Gergely Orbán László Szekér             | Węgry   | 6:33,79 |       |
| 3       | Tornike Sinataszwili Giorgi Motiaszwili | Gruzja  | 6:53,68 |       |

### Finał B
| Miejsce | Zawodnik                               | Kraj            | Czas    | Uwagi |
| ------- | -------------------------------------- | --------------- | ------- | ----- |
| 1       | Jan Špik Luka Špik                     | Słowenia        | 6:21,35 |       |
| 2       | Karl Schulze Tim Grohmann              | Niemcy          | 6:21,51 |       |
| 3       | Dzianis Mihal Stanisłau Szczarbaczenia | Białoruś        | 6:29,10 |       |
| 4       | Gytis Ruzgys Mykolas Masilionis        | Litwa           | 6:30,25 |       |
| 5       | Charles Cousins William Lucas          | Wielka Brytania | 6:32,94 |       |
| 6       | Sterjos Papachristos Ilias Papas       | Grecja          | 6:37,54 |       |

### Finał A
| Miejsce | Zawodnik                        | Kraj      | Czas    | Uwagi |
| ------- | ------------------------------- | --------- | ------- | ----- |
|         | Julien Bahain Julien Desprès    | Francja   | 6:16,92 |       |
|         | Vladimir Latin Kaspar Taimsoo   | Estonia   | 6:18,40 |       |
|         | Artem Morozow Witalij Krywenko  | Ukraina   | 6:20,09 |       |
| 4       | Michał Słoma Wiktor Chabel      | Polska    | 6:20,67 |       |
| 5       | Martin Sinković Valent Sinković | Chorwacja | 6:26,16 |       |
| 6       | Jean Smerghetto Luca Ghezzi     | Włochy    | 6:30,16 |       |